# Josef Rodenstock
Josef Rodenstock, né à Ershausen (province de Saxe) le 11 avril 1846 et mort à Erl (Première République d'Autriche) le 18 février 1932 , est un industriel allemand, fondateur de la société Rodenstock, spécialisée dans la fabrication de systèmes optiques.

## Biographie
Josef Rodenstock est né à Ershausen, dans la province prussienne de Saxe. Fils aîné du « peigneur de laine, maître mécanicien et marchand » Georg Rodenstock (1819-1894), il a 14 ans lorsqu'il commence à vendre des articles de mercerie, sans licence de commerçant ou de voyageur, pour subvenir aux besoins de sa famille. Il apprend rapidement à remplir les tubes endommagés des baromètres à mercure, qu'il achète à un autre mercier et vend « avec un certain avantage » lors de ses voyages de vente. Il a même appris à fabriquer lui-même de nouveaux baromètres. La famille a donc commencé la production en série au début de 1861. Ils avaient fabriqué les tubes de verre dans la forêt de Thuringe et les cadrans - imprimés avec le nom de famille Rodenstock - à Würzburg.
En 1877, il a fondé l'atelier de précision "G. Rodenstock" avec son frère Michael à Würzburg. Ils vendaient des instruments mathématiques, physiques et optiques, notamment des lunettes. Josef Rodenstock avait déjà développé les "lentilles à diaphragme" dans les années précédentes et commençait maintenant à les vendre et à développer ses idées.
En 1883, l'entreprise est transférée à Munich. Selon les annonces parues dans les Fliegende Blätter, Rodenstock possède déjà plus de 17 points de vente dans l'Empire allemand, en Suisse, au Luxembourg et en Bohème. Les affaires marchent si bien que deux ans plus tard, Rodenstock achète une propriété sur un bras latéral de la rivière Isar, où se trouve le siège social de Rodenstock GmbH jusqu'en 2012. Sa nouvelle usine, fondée en 1898 à Regen, dans la forêt bavaroise, produit encore aujourd'hui. 
Rodenstock meurt le 18 février 1932 à l'âge de 85 ans, à Erl, au Tyrol, dans la Première République d'Autriche. Il est enterré au Waldfriedhof de Munich.
Alexander Rodenstock (1883-1953), le fils aîné de Josef Rodenstock, n'a pas pu terminer ses études de physique à l'université technique de Munich lorsqu'il a reçu l'appel de son père pour rejoindre l'entreprise en 1905. L'entreprise a reçu en tant qu'optométriste le mandat impérial de nomination de l'empereur allemand et roi de Prusse Guillaume II.